# Alonzo Russell (Leichtathlet)
Alonzo Russell (* 8. Februar 1992 in Freeport) ist ein bahamaischer Sprinter, der sich auf den 400-Meter-Lauf spezialisiert hat. Mit der bahamaischen 4-mal-400-Meter-Staffel gewann er 2016 eine Bronzemedaille bei den Olympischen Spielen in Rio de Janeiro.

## Sportliche Laufbahn
Erste internationale Erfahrungen sammelte Alonzo Russell bei den CARIFTA-Games 2008 in Basseterre, bei denen er den sechsten Platz über 400 Meter belegte und die Bronzemedaille mit der bahamaischen 4-mal-400-Meter-Staffel gewann. Zwei Jahre später gewann er bei den Spielen in George Town Silber mit der Staffel und qualifizierte sich damit auch für die Juniorenweltmeisterschaften in Moncton, bei denen er in der Vorrunde ausschied. 2012 belegte er bei den U23-NACAC-Meisterschaften in Irapuato Platz fünf im Einzelbewerb und gewann mit der Staffel in 3:04,33 min die Silbermedaille. Bei den Commonwealth Games 2014 in Glasgow gewann er mit der Staffel die Silbermedaille hinter der Mannschaft aus England.
2015 wurde er mit der bahamaischen 4-mal-400-Meter-Stafette Vierter bei den Panamerikanischen Spielen in Toronto und bei den NACAC-Meisterschaften in San José gewann er ebenfalls Silber mit der Staffel und belegte im Einzelrennen den siebten Platz. Anschließend nahm er an den Weltmeisterschaften in Peking teil und wurde dort mit der Staffel im Vorlauf disqualifiziert. 2016 gelangte er bei den Hallenweltmeisterschaften in Portland in das Halbfinale über 400 Meter und gewann mit der Staffel in neuem Landesrekord von 3:04,75 min die Silbermedaille hinter den Vereinigten Staaten. Bei den Olympischen Spielen in Rio de Janeiro wurde er im Vorlauf über 400 Meter wegen des Übertretens einer Bahn disqualifiziert, gewann aber mit der Staffel in 2:58,49 min im Finale die Bronzemedaille.
2017 nahm er mit der Staffel an den Weltmeisterschaften in London teil, schied dort aber überraschend mit 3:03,04 min im Vorlauf aus. 2018 wurde er bei den Hallenweltmeisterschaften in Birmingham im Vorlauf über 400 Meter disqualifiziert. Anschließend gewann er mit der Staffel erneut die Silbermedaille bei den Commonwealth Games im australischen Gold Coast hinter der Staffel aus Botswana. Anschließend belegte er bei den Zentralamerika- und Karibikspielen in Barranquilla in 46,18 s den sechsten Platz über 400 Meter und mit der Staffel wurde er in 3:07,31 min Fünfter. Daraufhin gelangte er bei den NACAC-Meisterschaften in Toronto nach 46,26 s auf Rang sechs und gewann mit der Staffel in 3:03,80 min gemeinsam mit O’Jay Ferguson, Teray Smith und Michael Mathieu die Silbermedaille hinter den Vereinigten Staaten. Im Jahr darauf gelangte er bei den Panamerikanischen Spielen in Lima mit 3:09,98 min auf Rang neun mit der Staffel und schied Anfang Oktober bei den Weltmeisterschaften in Doha mit 45,91 s im Vorlauf über 400 Meter aus. 2021 nahm er erneut an den Olympischen Spielen in Tokio teil und gelangte dort bis in das Halbfinale, in dem er mit 46,04 s ausschied.
2022 schied er bei den Weltmeisterschaften in Eugene mit 3:19,73 min im Vorlauf in der Mixed Staffel aus und anschließend schied er bei den Commonwealth Games in Birmingham mit 46,40 s im Halbfinale aus. Im August gewann er bei den NACAC-Meisterschaften in Freeport in 3:06,21 min gemeinsam mit Kinard Rolle, Shakeem Hall-Smith und Wendell Miller die Bronzemedaille hinter den Teams aus den Vereinigten Staaten und Jamaika. Im Jahr darauf siegte er in 44,93 s beim Miramar Invitational und schied dann bei den Weltmeisterschaften in Budapest mit 46,95 s im Vorlauf aus. Bei den World Athletics Relays 2024 auf den Bahamas sicherte er der Mixed-Staffel einen Startplatz bei den Olympischen Spielen in Paris und verpasste mit der Männerstaffel eine Direktqualifikation. Im August schied er dann bei den Olympischen Spielen mit 3:14,58 min den Finaleinzug in der Mixed-Staffel.
2018 wurde Russell bahamaischer Meister im 400-Meter-Lauf sowie 2021 in der 4-mal-400-Meter-Staffel. Er war Student an der Florida State University.

## Persönliche Bestzeiten
- 200 Meter: 20,65 s (+1,0 m/s), 23. März 2018 in Tallahassee
- 400 Meter: 44,73 s, 15. April 2023 in Gainesville
  - 400 Meter (Halle): 46,38 s, 19. Januar 2018 in Clemson